# Кадан
Кадан (фр. Caden) насеље је и општина у северозападној Француској у региону Бретања, у департману Морбијан која припада префектури Ван.
По подацима из 2011. године у општини је живело 1593 становника, а густина насељености је износила 41,81 становника/km². Општина се простире на површини од 38,1 km². Налази се на средњој надморској висини од 60 метара (максималној 91 m, а минималној 1 m).

## Демографија
| 1962. | 1968. | 1975. | 1982. | 1990. | 1999. | 2011. |
| ----- | ----- | ----- | ----- | ----- | ----- | ----- |
| 1.569 | 1.733 | 1.707 | 1.663 | 1.621 | 1.478 | 1.593 |

График промене броја становника у току последњих година